# Le Mesnil-Villeman
Le Mesnil-Villeman é uma comuna francesa na região administrativa da Normandia, no departamento Mancha. Estende-se por uma área de 11 km². Em 2010 a comuna tinha 236 habitantes (densidade: 21,5 hab./km²).